# Калиграфско перо
Калиграфска пера су средства за писање различитих облика а израђују се  од различитих материјала. Обично су урађена у облику кљуна кроз чију прорезану средину пролази мастило на подлогу. Пера су, најчешће, причвршћена на држач. Прва пера нису имала резервоаре за мастило на себи па су се често умакала у мастионицу што је био дуг и мукотрпан рад за писара. Они су се, касније, сналазили и додавали резерворе за мастило на пера. Резервоари могу да се додају са горње или доње стране пера, а нека метална пера имају, као резервоар, мало удубљење с горње стране. Ти резервори су имали различит облик, најчешће у зависности од материјала од којег је направљено перо (трска или метал). Ширина линије „шпицастих“ пера добија се у зависности од притиска таквог пера на подлогу, а код пера са равним врхом пуноћа линије зависи од смера и брзине кретања пера. Разликује се облик и материјал од кога су направљена пера за писање текстова од тзв. плакатних пера чији се широки врхови раде од бамбусовог дрвета, штапића за преглед грла, штапића за сладолед, од лименки (изреже се лим од конзерве на жељену ширину и пресавије). На жалост, траг мастила код оваквих пера се разлива.

## Пера од трске и бамбуса
Једно од најстаријих средстава за писање је перо направљено од трске. Грци су донели прва тршчана пера у Египат. Уколико је писар вичан резању скалпелом може сам да припреми ова пера. Код нас, бамбус је најлакше наћи у цвећарама, а трску на стовариштима грађевинског материјала. За припрему пера потребно је одсећи штапиће трске на дужину од око 20 cm и потопити им врхове у воду петнаестак минута како трска не би пуцала приликом прављења кљуна пера. Омекшалој трсци најпре се дијагонално пресеца врх, а потом косо  с обе стране подешавајући тако врх пера на жељену ширину. Неопходно је очистити меку страну трске како би се створило удубљење. Као што метална пера имају танак рез кроз средину, потребно је исто тако засећи и тршчано перо како би постало савитљиво и како би мастило лакше и равномерније текло. На крају, потребно је истањити врх пера и засећи, по жељи, укосо на десну или на леву страну, у зависности од тога да ли је перо намењено десноруком или леворуком писару. Добро је, пре почетка рада, перо оставити у мастилу како би трска на време упила довољну количину мастила а слова била равномернијом нијансом исписана.
Перо од бамбусовог дрвета упија много мастила и није добро за финије радове. Од комада бамбуса одсеца се онај део који ће послужити за врх пера и на њему се могу засећи урези како би се пером извлачиле линије налик нотном металном перу.
Први калиграфи користили су тршчана, бамбусова или птичија пера а и данашњи калиграфи их доста траже.

## Птичија пера
Пошто су пера птица флексибилнија од горе поменутих пера, почело се с њиховом интензивнијом употребом већ од 6. века. Римљани помињу коришћење гушчијих пера и у четвртом веку. Користи се перје већих птица нпр. перје гуске, патке, ћурке, орла а веома добро је и перје гаврана. Користе се пера са крила. Од једне птице може се искористити око десетак пера. Пера са левог крила погодна су за десноруке а са десног крила погоднија су за леворуке - због начина на који су закривљена. Није довољно само птици ишчупати перо, засећи и почети са писањем. Као и тршчана пера и птичија пера морају се припремити. Свако перо је, у мањој или већој мери, испуњено масноћом, па је неопходно положити перо у врућ песак или врућ восак, а затим га до одређене дужине састругати ножем. Након чишћења перо мора да одстоји око годину дана. Потом се перо засеца да би му се направио врх. Они који нису спретни у засецању пера набављају већ зарезана пера у специјализованим радњама. Писање тршчаним и птичијим перима је доста споро. Птичија пера скоро да сасвим нестају крајем 19-ог века, с појавом металних пера која имају резервоар и лакше клизе по подлози.

## Пера од метала
Метална пера су савитљивија од осталих врста пера. Шпицасто перо нема резервоар, а на перо са равним врхом може се ставити резервоар. Метална пера означавају се бројевима који говоре, у милиметрима, о ширини врха пера. Прва метална пера произведена су почетком 19-ог века у Бирмингену. Ову врсту пера лако је наћи, али је проблем квалитет пера, нарочито то важи за шпицаста пера.
Неопходно је припремити метална пера пре прве употребе зато што на себи имају заштитни слој који утиче на повлачење линија. Да би се тај слој скинуо потребно је пера очистити сапуном и водом или их брзо провући кроз пламен, а ко жели може пера да забоде у кромпир и остави их да тако одстоје неколико сати.

## Одржавање пера
После употребе, пера је неопходно одмах опрати (може се користити стара четкица за зубе) и обрисати меком крпом, нарочито метална пера да не би зарђала. Уколико туш или боја осуше на перима, тешко их је очистити. У том случају пера се стружу ножићем.